# 梅村柊羽
梅村 柊羽（うめむら しゅう、2001年3月2日 - ）は、ジャパンラグビーリーグワン花園近鉄ライナーズに所属するラグビー選手。

## プロフィール
- ポジションはフランカー(FL)、ナンバーエイト(No8)。
- 身長 183 cm、体重 100 kg

## 来歴
2019年、関商工高校卒業後、東洋大学に入学。
2022年、東洋大学ラグビー部のFWリーダーに就任。
2023年1月、アーリーエントリーで花園近鉄ライナーズに加入。同年2月25日に行われたJAPAN RUGBY LEAGUE ONE第9節ブラックラムズ東京戦にて途中出場でリーグワン公式戦初出場を果たした。同年3月、東洋大学卒業。